# Irish Red and White Setter
Der Irish Red and White Setter ist eine von der FCI anerkannte irische Hunderasse (FCI-Gruppe 7, Sektion 2.2, Standard Nr. 330).

## Herkunft und Geschichtliches
Der Irish Red and White Setter und ebenso der Irish Red Setter wurden traditionell auf irischen Landgütern gezüchtet. Es scheint, dass der Red and White die ältere der beiden Rassen ist. Der Beginn der Zucht wird gegen Ende des 17. Jahrhunderts vermutet. Lange Zeit war er der beliebtere von beiden Rassen, bis er etwa Ende des 19. Jahrhunderts langsam von der rein roten Varietät verdrängt wurde. Heute gewinnt er gegenüber dem Irish Red Setter wieder an Boden.

## Beschreibung
Der Irish Red and White Setter wird bis zu 66 cm groß. Langes seidiges Haar, als sogenannte „Befederung“ an der Rückenseite der Vorder- und Hinterläufe, sowie auf der Außenseite der Ohren, in Grundfarbe weiß, mit nicht durchbrochenen roten Flächen. In einer Höhe mit den Augen und weit hinten angesetzt, werden die Ohren dicht am Kopf anliegend getragen.

## Wesen
Im Wesen und Äußeren ähneln sich die beiden Rassen stark. Der Red and White ist etwas breiter und kürzer. Man kann sagen, dass der Red mehr auf Geschwindigkeit gezüchtet wurde und der Red and White mehr auf Kraft und Ausdauer.
Der Red and White Setter wird als reservierter angesehen als sein roter Vetter, zudem als ruhiger und leichter zu erziehen. Der Irish Red and White Setter ist im Haus ein absolut ruhiger Hund, im Freien sehr temperamentvoll und bewegungsfreudig.

## Verwendung
Exzellenter Jagdhund, Familienhund